# Осада Дебелта
Осада Дебелта — состоявшаяся в 812 году успешная осада болгарским войском хана Крума византийского города Дебелт (или Девельт); эпизод болгаро-византийской войны 807—815 годов.
Основной нарративный источник об осаде Дебелта — «Хронография» Феофана Исповедника.
Во время очередной болгаро-византийской войны возглавляемая императором Никифором I византийская армия в 811 году разорила болгарскую столицу Плиску. Однако на обратном пути в Вырбишском ущелье она была атакована болгарским войском хана Крума. В состоявшейся 26 июля битве победу одержали болгары, а Никифор I погиб. Сделанное Крумом предложение заключить мирный договор было отвергнуто новым императором Михаилом I Рангаве.
В ответ поздней весной 812 года болгарское войско под командованием Крума вторглось в византийскую Фракию и в мае осадило Дебелт, через который проходила одна из византийских дорог на Константинополь. Болгары использовали осадные орудия для обстрела города. Для деморализации осаждённых Крум приказал опустошить окрестности Дебелта. Болгарам также удалось сделали невозможным доставку в город съестных припасов, из-за чего в Дебелте начался голод. Это вынудило епископа Георгия в начале июня вступить в переговоры с Крумом и согласиться на сдачу города. По приказу хана городские стены Дебелта были разрушены, а горожане вместе с епископом уведены в Болгарию.
После сдачи Дебелта среди византийцев Фракии началась паника: многие сельские жители бежали в отдалённые от Болгарии районы страны, приграничные крепости Проват и Никея Фракийская полностью лишились населения, а города Анхиал, Маркели, Бероя, Филиппополь, Филиппы и Стримон обезлюдили. Значительную часть беженцев составляли выходцы из Малой Азии, поселенные здесь в 809—810 годах императором Никифором I в ответ на захват болгарами Сердики.
Тем временем армия во главе с Михаилом I Рангаве 7 июня выступила в поход для снятия осады с Дебелта. Однако по пути, в Цурулоне, византийцы узнали о сдаче города. Это известие вызвало мятеж в армии, который император смог прекратить только раздачей больших денежных сумм военачальникам и зачинщикам волнений. Из-за этого, так ничего и не предприняв против болгар, Михаил I должен был возвратиться в Константинополь.